# Samuel Acquah
Samuel Acquah   (Accra, 10 de juliol de 1943 - 2014), conegut com a Sam Acquah, fou un futbolista ghanès de la dècada de 1960.
Fou internacional amb la selecció de futbol de Ghana.
Pel que fa a clubs, destacà a Detroit Cougars.